# Parachalciope longiplaga
Parachalciope longiplaga är en fjärilsart som beskrevs av George Francis Hampson 1913. Parachalciope longiplaga ingår i släktet Parachalciope och familjen nattflyn. Inga underarter finns listade i Catalogue of Life.